# 祝融型小行星

該區域由橙色區域表示，與水星、金星和地球的軌道相比，可能存在祝融星，但之后被广义相对论所解释。

祝融型小行星是在水星軌道內的一個動態穩定區內圍繞太陽運行的假想的小行星種群。它們是以假想行星祝融星命名的，該行星是根據水星軌道的不規則性提出的，但後來發現可以用廣義相對論來解釋。到目前為止，還沒有發現火祝融星，也不清楚是否存在。
如果它們真的存在，但因為它們非常小，而且靠近明亮的太陽，即使是最大的祝融星還是很不容易被探測到。由於它們靠近太陽，只能在黃昏或日食期間進行地面蒐索。任何祝融型小行星的直徑都必須在大約100（330英尺）到6（3.7英里）之間，並且可能位於太陽和水星之間引力穩定區外緣附近的近似圓形軌道上。這些小行星應該與阿提娜型小行星區分開來，後者可能有位於水星軌道內的近日點，但其遠日點延伸至金星軌道或地球軌道內。因為它們穿過水星軌道，所以這些天體不屬於祝融型小行星。
如果發現這些祝融型小型星，可能會為科學家提供行星形成第一階段的資料，以及對太陽系早期普遍存在的條件能更深入瞭解。儘管太陽系中其它引力穩定的區域都被發現含有物體，但在太陽系發展的早期階段，非引力（如亞爾科夫斯基效應）或行星遷移的影響可能已經耗盡了該區域可能存在的任何小行星。

## 歷史與觀察
幾個世紀以來，人們一直在假設和尋找水星軌道內部的天體。德國天文學家克里斯多福·沙伊納（英語：Christoph Scheiner）認為他在1611年看到過小天體從太陽前面經過，但後來發現這些天體是太陽黑子。19世紀50年代，于爾班·勒威耶對水星的軌道進行了詳細的計算，發現水星的近日點進動與預測值存在微小差異。他推測，水星軌道內一顆小行星或小行星環的引力影響將能解釋這種偏差。不久之後，一位名叫埃德蒙德·萊斯卡博的業餘天文學家聲稱看到了勒威耶提出的行星凌太陽。這顆新行星很快被命名為祝融星，但之後再也沒有出現過。1915年愛因斯坦的廣義相對論解釋了水星軌道的異常行為。祝融型小行星的名字取自這顆假想的行星。萊斯卡博看到的可能是另一個太陽黑子。

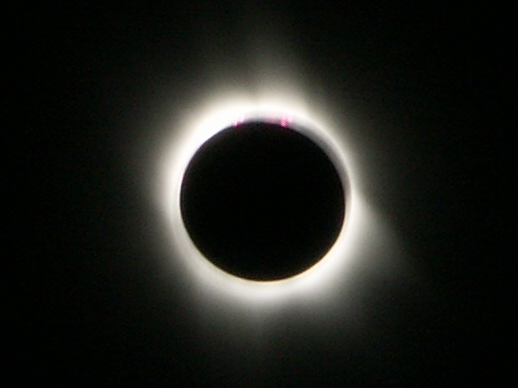
日全食提供了一個從地面尋找祝融型小行星的機會。

如果祝融星存在，由於附近太陽的强烈眩光，它們將很難被探測到，地面蒐索只能在黃昏或日全食期間進行。20世紀初，在日全食期間進行了幾次蒐索，沒有發現任何祝融型小行星，而日全食期間的觀測仍然是一種常見的蒐索方法。傳統的望遠鏡不能用來尋找它們，因為附近的太陽可能會損壞它們的光學系統。
1998年，天文學家分析了SOHO衛星的大角度和光譜日冕儀儀器的數據；該儀器是一套三個日冕儀。當年1月至5月的數據顯示沒有任何亮度超過星等7等的祝融型小行星。假設小行星的反照率與水星相似，這對應於大約60（37英里）的直徑。特別是，根據尺度相對論的理論預測，在0.18 AU的距離處，大的小行星被排除在外。
後來探測祝融型小行星的嘗試涉及到將天文設備置於地球大氣層的干擾之上，達到天空比黃昏時從地面觀測更暗、更清晰的程度。2000年，行星科學家阿蘭·斯特恩（英語：Alan Stern）使用U-2間諜飛機對祝融型小行星帶進行了調查。這些飛行是於黃昏時分在21,300（69,900英尺）的高度進行的。2002年，他和B612基金會的丹·杜爾達（英語：Dan Durda）在一架F-18戰鬥機進行了類似的觀測。他們以15,000（49,000英尺）的高度在莫哈維沙漠上空進行了三次飛行，並用機載的西南通用成像系統（SWUIS-A）進行了觀測。
即使在這些高度，大氣仍然存在，可能會干擾對祝融型小行星的搜索。2004年，為了在地球大氣層上方安裝相機，曾嘗試進行一次次軌道太空飛行。1月16日，攜帶一架名為VulCam强大相機的一枚黑布蘭特火箭火箭從新墨西哥州白沙發射。在十分鐘的飛行中，火箭抵達了274,000（899,000英尺）的高度，並拍攝了超過 50,000 張圖像。雖然存在技術問題，但沒有一張圖像顯示祝融型小行星。
對美國國家航空暨太空總署的兩架日地關係天文台太空船數據的蒐索，也未能探測到任何祝融型小行星。是否有直徑大於5.7（3.5英里）的祝融型小行星值得懷疑。
「信使號」無人太空飛行器拍攝了一些祝融型小行星帶外部區域的影像； 然而，因為它的儀器必須始終指向遠離太陽的地方以避免損壞，所以它的機會是有限的。在2015年撞擊水星表面結束任務之前，該太空船始終未能提供有關祝融型小行星的實質性證據。
2021年8月13日，一顆小行星2021 PH27被發現，其近日點位於水星軌道內。它與太陽的最近距離為0.1331天文單位，不到水星近日點0.300799天文單位的一半。這使其最近的位置完全位於假設的祝融型小行星帶內。

## 軌道
祝融型小行星是一種在穩定軌道上的小行星，其半長軸小於水星（即0.387AU）。這不包括像掠日彗星這樣的天體，因為儘管它們的近日點在水星軌道內，但它們的半長軸要大得多。
祝融型小行星被認為存在於水星軌道內的一個引力穩定帶中，距離太陽0.06〜0.21AU。已經發現太陽系中所有其它類似的穩定區域都包含物體，儘管諸如輻射壓之類的非重力，坡印廷-羅伯遜阻力和亞爾科夫斯基效應可能已經耗盡了祝融型小行星帶原始內容物。如果有的話，剩餘半徑可能不超過1（0.62英里）的300-900個祝融型小行星。2020年的一項研究發現，YORP效應（英語：的强度足以在遠小於太陽系年齡的時間尺度上摧毀半徑高達100公里的假想祝融型小行星；人們發現，潜在的祝融型小行星會被YORP效應穩定地旋轉，直到它們旋轉裂變成更小的天體，這種情況會反復發生，直到碎片足够小，可以被亞爾科夫斯基效應推出祝融型小行星帶；這就解釋了為什麼沒有觀測到祝融型小行星。融型小行星帶的引力穩定性在一定程度上是由於附近只有一顆行星。在這方面，它可以與古柏帶相比較。
祝融型小行星帶的外緣距離太陽約0.21天文單位。距離比這更遠的物體由於與水星的相互作用而不穩定，並會在1億年的時間尺度上被擾動到水星穿越軌道（儘管如此，只要它們的軌道完全位於水星的軌道內部，一些定義仍包括融型小行星等不穩定物體。）。內緣沒有明確定義：距離0.06 AU的物體特別容易受到坡印廷-羅伯遜阻力和亞爾科夫斯基效應的影響，甚至距離遠到0.09 AU的祝融型小行星溫度也將達到1000K或更高，這足以使岩石的蒸發成為其壽命的限制因素。
與小行星帶相比，祝融型小行星帶的最大可能體積非常小。祝融型小行星帶內物體之間的碰撞將是頻繁和高能的，往往會導致物體的破壞。祝融型小行星最有利的位置可能是在祝融型小行星帶外緣附近的圓形軌道上。祝融型小行星與黃道的傾斜度不太可能超過10°。祝融型小行星被困在水星的拉格朗日點，成為水星特洛伊天體也是可能的。

## 物理特性
任何存在的祝融型小行星都必須相對較小。先前的蒐索，特別是從STEREO探測器進行的蒐索，排除了直徑大於6（3.7英里）的小行星。最小尺寸約為100（330英尺）；小於0.2μm的粒子會被輻射壓力强烈排斥，小於70m的物體會被坡印廷-羅伯遜阻力吸入太陽。在這些上限和下限之間，直徑在1（0.62英里）和6（3.7英里）之間的小行星種群被認為是可能的。它們幾乎熱到可以發出紅光。
人們認為，祝融型小行星富含具有高熔點，如鐵和鎳等元素。因為這種破碎的物質比固體岩石更快地加熱和冷卻，並且更强烈地受到亞爾科夫斯基效應的影響，它們不太可能擁有風化層。 祝融型小行星的顏色和反照率可能與水星相似，並且可能包含從太陽系形成的最早階段遺留下來的物質。
有證據表明，水星在其發展的相對較晚的時候被一個大物體撞擊，這一次碰撞剝離了水星的大部分地殼和地函，並解釋了水星的地函與其他類地行星的地函相比的薄度。如果發生這樣的撞擊，產生的大部分碎片可能仍在祝融型小行星帶繞著太陽運行。

## 意義
祝融型小行星，作為一類全新的天體，本身就很有趣，而發現它們是否存在將有助於深入瞭解太陽系的形成與演化。如果它們存在，它們可能含有行星形成最早時期遺留下來的物質，並幫助確定類地行星，特別是水星形成的條件。特別是，如果祝融型小行星存在或過去確實存在，它們將代表一個額外的撞擊者群體，除了水星之外，其他行星都沒有受到影響，使這顆行星的表面看起來比實際情況更古老。如果發現祝融型小行星不存在，這將對行星的形成產生不同的限制，並表明太陽系內部也有其它過程在起作用，例如行星遷移清除了該區域。